# Castle Koon
La toma Koon de Operación Castle fue una prueba de un  dispositivo termonuclear diseñado en el Universidad de California (UCRL) ahora Laboratorio Nacional Lawrence Livermore (LLNL).
El dispositivo "Dry" de dos etapas bomba nuclear Mark 22 se conocía como "Morgenstern", y tenía una etapa secundaria muy innovadora. Fue probado el 7 de abril de 1954. El rendimiento previsto fue de entre 0,33 y 3,5 megatones, con un rendimiento esperado de 1 megatón. El rendimiento real fue de 110 kilotones. Morgenstern era, por tanto, un Fizzle.
El análisis posterior al disparo mostró que la falla se debió al calentamiento prematuro del secundario por el flujo de neutrones del primario. Este fue un simple defecto de diseño y no relacionado con la geometría única del secundario. El otro disparo de la UCRL, el dispositivo Ramrod "húmedo", es decir, criogénico, originalmente programado para el disparo "Echo", se canceló porque compartía el mismo defecto de diseño.
Se eligió el nombre "Morgenstern" (estrella de la mañana en alemán) debido a la forma de la secundaria. La secundaria consistía en una esfera central desde la que se irradiaban picos, que se asemejaba a una estrella de la mañana/maza. Los picos pueden haber sido
una idea de Teller y sus colegas para utilizar chorros implosivos para comprimir el núcleo termonuclear. Pasarían más de dos décadas antes de que se diseñaran armas que utilizaran un concepto secundario similar al que se probó por primera vez en el disparo de Koon.